# Västlig skördemus
Västlig skördemus (Reithrodontomys megalotis) är en däggdjursart som först beskrevs av Baird 1858.  Reithrodontomys megalotis ingår i släktet skördemöss och familjen hamsterartade gnagare. Internationella naturvårdsunionen (IUCN) kategoriserar arten globalt som livskraftig. Inga underarter finns listade.

## Utseende
Arten når en absolut längd av 118 till 170 mm, inklusive en 50 till 96 mm lång svans. Vikten varierar mellan 8 och 17 g. Sommarpälsen har på ovansidan en brunaktig färg och undersidan är täckt av ljusgrå till vit päls. På ryggens och huvudets topp förekommer en mörkare längsgående linje men den är otydlig under sommaren. Den är tydligare på den tjockare och ljusare vinterpälsen. På framsidan av djurets övre framtänder förekommer en ränna.

## Utbredning och habitat
Denna gnagare förekommer i centrala och västra Nordamerika. Utbredningsområdet sträcker sig från Alberta och British Columbia (Kanada) söderut till centrala Mexiko samt från västra Indiana (USA) västerut till Stilla havet. Arten vistas främst i öppna landskap som prärie, jordbruksmark, skogsdungar eller öknar med lite växtlighet.

## Ekologi
Individerna är aktiva på natten. De bygger bon av gräs och andra växtdelar som placeras i jordhålor eller andra gömställen. Västlig skördemus äter olika växtdelar och insekter. Honor kan ha upp till 14 kullar per år och det totala antalet ungar per säsong kan vara upp till 58. Arten håller ingen vinterdvala. Däremot kan den tidvis falla i ett stelt tillstånd (torpor).
Västlig skördemus skapar ibland ett förråd i boet. Honan är 23 till 25 dagar dräktig och sedan föds ungefär 4 ungar, ibland upp till 9 ungar per kull. Ungarna är vid födelsen bara 7 till 8 mm långa, väger 1 till 1,5 g och är nakna samt blinda. De öppnar ögonen efter cirka 11 dagar och diar sin mor ungefär 24 dagar. Könsmognaden infaller vanligen efter 4 eller 5 månader men några individer kan para sig tidigare. De flesta västliga skördemöss blir inte äldre än 12 månader. Några exemplar kan leva 18 månader.